# Matviivka, Zolotonoșa
Matviivka (în ucraineană Матвіївка) este un sat în comuna Dmîtrivka din raionul Zolotonoșa, regiunea Cerkasî, Ucraina.

## Demografie
Componența lingvistică a localității Matviivka
     Ucraineană (95,93%)
     Rusă (4,07%)
Conform recensământului din 2001, majoritatea populației localității Matviivka era vorbitoare de ucraineană (95,93%), existând în minoritate și vorbitori de rusă (4,07%).